# Leordeni (okręg Ardżesz)
Leordeni – wieś w Rumunii, w okręgu Ardżesz, w gminie Leordeni. W 2011 roku liczyła 1510 mieszkańców.